# 60 Wall Street (ancien bâtiment)
Le 60 Wall Street était un gratte-ciel situé à Manhattan, à New York, construit en 1905. Il s'élevait à 107 mètres et possédait 26 étages. Il a été démoli en 1977 pour laisser place à l'actuel 60 Wall Street.